# Pejuçara
Pejuçara là một đô thị thuộc bang Rio Grande do Sul, Brasil. Đô thị này có diện tích 414,238 km², dân số năm 2007 là 3900 người, mật độ 9,41 người/km².